# Спейніш-Форт (Алабама)
Спейніш-Форт (англ. Spanish Fort) — місто (англ. city) в США, в окрузі Болдвін штату Алабама. Населення — 10 049 осіб (2020).

## Географія
Спейніш-Форт розташований за координатами 30°43′19″ пн. ш. 87°52′4″ зх. д. / 30.72194° пн. ш. 87.86778° зх. д. (30.721947, -87.867747). За даними Бюро перепису населення США в 2010 році місто мало площу 86,53 км², з яких 74,34 км² — суходіл та 12,18 км² — водойми.

## Демографія
Згідно з переписом 2010 року, у місті мешкало 6798 осіб у 2861 домогосподарстві у складі 1910 родин. Густота населення становила 79 осіб/км². Було 3250 помешкань (38/км²).
Расовий склад населення:
| - 91,0 % — білих - 4,8 % — чорних або афроамериканців - 1,4 % — азіатів - 0,6 % — корінних американців - 0,2 % — вихідців з тихоокеанських островів |

До двох чи більше рас належало 1,4 %. Частка іспаномовних становила 2,4 % від усіх жителів.
За віковим діапазоном населення розподілялося таким чином: 23,0 % — особи молодші 18 років, 60,2 % — особи у віці 18—64 років, 16,8 % — особи у віці 65 років та старші. Медіана віку мешканця становила 41,5 року. На 100 осіб жіночої статі у місті припадало 95,7 чоловіків; на 100 жінок у віці від 18 років та старших — 94,1 чоловіків також старших 18 років.
Середній дохід на одне домашнє господарство становив 83 102 долари США (медіана — 72 747), а середній дохід на одну сім'ю — 103 142 долари (медіана — 96 964). Медіана доходів становила 64 556 доларів для чоловіків та 48 077 доларів для жінок. За межею бідності перебувало 7,8 % осіб, у тому числі 5,7 % дітей у віці до 18 років та 6,6 % осіб у віці 65 років та старших.
Цивільне працевлаштоване населення становило 4163 особи. Основні галузі зайнятості: освіта, охорона здоров'я та соціальна допомога — 19,1 %, роздрібна торгівля — 15,8 %, виробництво — 14,5 %.